# Данилово (Рыбновский район)
Данилово — деревня в Рыбновском районе Рязанской области. Входит в Кузьминское сельское поселение.

## География
Находится в западной части Рязанской области на расстоянии приблизительно 19 км на северо-восток по прямой от железнодорожного вокзала в городе Рыбное.

## История
Показана была еще на карте 1797 года. На карте 1850 года показана как поселение с 20 дворами. В 1859 году здесь (тогда деревня Рязанского уезда Рязанской губернии) было учтено 24 двора, в 1897 — 61.

## Население
Численность населения: 198 человек (1859 год), 404 (1897), 34 в 2002 году (русские 100 %), 40 в 2010.